# Eugène Beckers
Eugène Beckers (* 25. Juni 1940 in Schaesberg; † 29. September 2022 in Kerkrade) war niederländischer Radrennfahrer.

## Sportliche Laufbahn
Beckers war im Straßenradsport aktiv. Von 1963 bis 1967 war er Unabhängiger und Berufsfahrer. 1961 gewann er eine Etappe der Olympia’s Tour, 1962 einen Tagesabschnitt des Triptyque Ardennaise. 1963 startete er mit der Nationalmannschaft in der Internationalen Friedensfahrt. Er beendete die Rundfahrt nicht.
1965 kam er in der Tour de Suisse auf den 29. Rang. Er bestritt das Etappenrennen für das deutsche Radsportteam Torpedo.